# 16 октября
16 октября — 289-й день года (290-й в високосные годы) по григорианскому календарю.
До конца года остаётся 76 дней.
До 15 октября 1582 года — 16 октября по юлианскому календарю, с 15 октября 1582 года — 16 октября по григорианскому календарю.
В XX и XXI веках соответствует 3 октября по юлианскому календарю.

## Праздники и памятные дни
См. также: Категория:Праздники 16 октября

### Международные
- ООН — Всемирный день продовольствия.
- ООН — Всемирный день анестезиолога

### Национальные
- Польша — День Иоанна Павла II.
- США — День босса.

### Религиозные
Католицизм
 — Память Бертрана из Комменжа (1126);
 — память Ядвиги Силезской, монахини (1243).
 Православие
 — Память священномучеников Дионисия Ареопагита, епископа Афинского, Рустика пресвитера и Елевферия диакона (96);
 — память святителя Агафангела (Преображенского), исповедника, митрополита Ярославского (1928);
 — память преподобного Дионисия Щепы, затворника Печерского, в Дальних пещерах (XV век);
 — память преподобного Иоанна Хозевита, епископа Кесарийского (VI век);
 — память блаженного Исихия Хоривита (VI век);
 — празднование в честь Трубчевской иконы Божией Матери (1765).

## События

### До XIX века
- 1555 — по приказу английской королевы Марии I Тюдор сожжены за ересь протестантские епископы Лондона и Вустера.
- 1618 — восстание горожан Могилёва против принудительного введения церковной унии.
- 1793 — казнь Марии-Антуанетты, «вдовы Капет», королевы Франции, супруги Людовика XVI и матери Людовика XVII.

### XIX век
- 1813 — началась «Битва народов» под Лейпцигом, крупнейшее сражение в мировой истории до Первой мировой войны, в котором Наполеон потерпел поражение от союзных армий России, Австрии, Пруссии и Швеции.
- 1824 — Александр Пушкин в Михайловском завершил работу над третьей главой «Евгения Онегина».
- 1840 — Новая Зеландия провозглашена британской колонией.
- 1846 — в США при проведении операции зубной врач Уильям Мортон впервые осуществил публичную демонстрацию эфирного наркоза.
- 1847 — в Лондоне опубликован роман Шарлотты Бронте «Джейн Эйр».
- 1853 — Османская империя объявила войну Российской империи. Началась Крымская война.
- 1878 — основан английский футбольный клуб «Ипсвич Таун».

### XX век
- 1907 — подписан секретный петербургский протокол с Германией.
- 1918
  - Украинский гетман Павел Скоропадский издал указ о возрождении казачества (в которое записано около 150 тыс. семей).
  - Император Австро-Венгрии Карл I объявил о намерении создать из своей страны союз четырёх государств — австро-немецкого, чешского, югославянского и украинского.
- 1923
  - Джон Харвуд (John Harwood) запатентовал в Швейцарии самозаводящиеся часы.
  - Основана кинокомпания «The Walt Disney Company».
- 1927 — в СССР объявлено о постепенном переходе к 7-часовому рабочему дню.
- 1929 — образована Таджикская ССР.
- 1930 — вышел первый номер газеты «Moscow News» на английском языке.
- 1941
  - Начало массовой паники, анархии и бегства из Москвы руководящих работников с семьями и рядовых граждан, вследствие приближения немецких войск и прошедшей накануне тайной эвакуации высшего руководства и правительства страны в г. Куйбышев.
  - Советские войска оставили Одессу.
- 1944 — возобновил работу Львовский университет.
- 1946 — по приговору Нюрнбергского трибунала в здании Нюрнбергской тюрьмы казнены нацистские преступники Риббентроп, Кейтель, Кальтенбруннер, Розенберг, Франк, Фрик, Штрейхер, Заукель, Йодль и Зейсс-Инкварт.
- 1954 — завершена реставрация панорамы Франца Рубо «Оборона Севастополя», разрушенной в ходе боев.

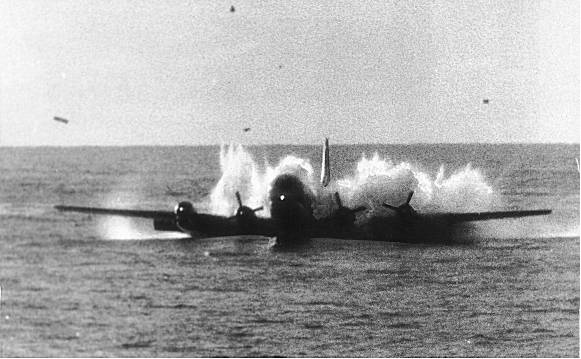
Boeing 377 приводняется в Тихом океане

- 1956 — в Тихом океане совершена первая известная посадка авиалайнера на воду, обошедшаяся без жертв.
- 1959 — в Москве сооружены первые подземные пешеходные переходы.
- 1962
  - Впервые вышла в эфир радиостанция «Юность».
  - Начало Карибского кризиса
- 1964 — Китай провёл первое испытание ядерного оружия.
- 1968 — между правительствами СССР и ЧССР был подписан договор об условиях временного пребывания советских войск на территории Чехословакии.
- 1972 — прекратила своё существование группа «Creedence Clearwater Revival».
- 1978 — Иоанн Павел II стал 264-м папой римским и первым неитальянцем на папском престоле с 1523 года.
- 1979 — в Киеве начал работу театр «Дружба».
- 1982 — Государственный секретарь США Джордж Шульц пригрозил выходом его страны из ООН в случае исключения оттуда Израиля.
- 1983 — создана группа «Мумий Тролль».
- 1984 — епископ Десмонд Туту удостоен Нобелевской премии мира.
- 1986 — был сбит и попал в плен в Ливане израильский лётчик Рон Арад.
- 1988 — Центральное телевидение начало показ бразильского телесериала «Рабыня Изаура», первой «мыльной оперы» в СССР.
- 1990 — Корякский автономный округ провозгласил себя республикой.
- 1991 — стрельба в Луби, 24 погибших, включая стрелка.
- 1994 — первый розыгрыш всероссийской телевизионной лотереи «Русское лото».
- 1995 — Марш миллиона мужчин в США.
- 1998 — в Лондоне арестован бывший чилийский диктатор 82-летний Аугусто Пиночет

### XXI век
- 2002 
  - Завершилась Всероссийская перепись населения 2002 года.
  - В Каире открылась Библиотека Александрина.
- 2005 — в Сан-Луисе (Аргентина) завершился чемпионат мира по шахматам, победителем которого стал болгарский гроссмейстер Веселин Топалов.
- 2013 — авиационная катастрофа ATR 72 под Паксе (Лаос), все 49 человек погибли.

## Родились

### До XIX века
- 1620 — Пьер Пюже (ум. 1694), французский живописец, скульптор, архитектор и инженер.
- 1710 — граф Андраш Хадик (ум. 1790), австрийский фельдмаршал времён Семилетней войны, национальный герой венгров и словаков.
- 1758 — Ноа Уэбстер (ум. 1843), американский филолог, составитель «Американского словаря английского языка».

### XIX век
- 1827 — Арнольд Бёклин (ум. 1901), швейцарский живописец-символист.
- 1836 — Рой Стоун (ум. 1905), американский военный, участник Гражданской войны.
- 1840 — Курода Киётака (ум. 1900), японский государственный деятель, второй премьер-министр Японии.
- 1841 — Ито Хиробуми (ум. 1909), японский политический и государственный деятель, первый премьер-министр Японии.
- 1850 — Пелагея Стрепетова (ум. 1903), русская театральная актриса.
- 1854
  - Карл Каутский (ум. 1938), немецкий экономист, историк и публицист, один из лидеров и теоретиков германской социал-демократии.
  - Оскар Уайльд (ум. 1900), ирландский поэт, драматург, писатель-прозаик.
- 1855 — Андрей Кофод (ум. 1948), российский государственный деятель, специалист по аграрному вопросу, этнограф.
- 1863 — Джозеф Остин Чемберлен (ум. 1937), английский государственный и политический деятель, лауреат Нобелевской премии мира (1925).
- 1864 — Татьяна Сухотина-Толстая (ум. 1950), русская писательница, мемуаристка, старшая дочь Л. Н. Толстого.
- 1873 — Лев Чугаев (ум. 1922), русский химик, специалист в области комплексных соединений.
- 1878 — Максвелл Лонг (ум. 1959), американский легкоатлет, олимпийский чемпион в беге на 400 м (1900).
- 1886 — Давид Бен-Гурион (ум. 1973), один из лидеров сионистского движения и создателей современного Израиля, премьер-министр Израиля (1948—1953, 1955—1963).
- 1888 — Юджин О’Нил (ум. 1953), американский драматург, лауреат Нобелевской премии (1936).
- 1890
  - Майкл Джон Коллинз (убит в 1922), ирландский военный, политик и революционер, борец за независимость Ирландии.
  - Пол Стренд (ум. 1976), американский фотограф, кинодокументалист, один из родоначальников документальной фотографии.
- 1894 — Моше Шарет (ум. 1965), премьер-министр Израиля (1954—1955).
- 1898 — Уильям Орвилл Дуглас (ум. 1980), американский юрист, судья Верховного суда США.

### XX век
- 1905 — Эрнст Куцорра (ум. 1990), немецкий футболист и тренер.
- 1906 — Дино Буццати (ум. 1972), итальянский писатель и журналист.
- 1907 — Пётр Григоренко (ум. 1987), генерал-майор Советской армии, правозащитник, основатель Украинской Хельсинкской группы.
- 1908 — Энвер Ходжа (ум. 1985), руководитель социалистической Албании (1944—1985).
- 1918 — Луи Альтюссер (ум. 1990), французский философ-неомарксист.
- 1921 — Анджей Мунк (ум. 1961), польский кинорежиссёр и сценарист.
- 1922 — Макс Байгрейвс (ум. 2012), британский певец, автор песен, актёр, радио- и телеведущий.
- 1923 — Берт Кемпферт (ум. 1980), немецкий композитор, аранжировщик, певец, руководитель оркестра, первый человек, предложивший The Beatles подписать контракт.
- 1925 — Анджела Лэнсбери (ум. 2022), англо-американская актриса и певица, лауреат премий «Оскар», «Золотой глобус» и др.
- 1927 — Гюнтер Грасс (ум. 2015), немецкий писатель, скульптор, художник, лауреат Нобелевской премии по литературе (1999).
- 1929 — Фернанда Монтенегру, бразильская актриса театра и кино.
- 1931 — Чарльз Колсон (ум. 2012), христианский деятель, американский политик, основатель организации «Тюремное братство».
- 1932 — Детлев Карстен Роведдер (ум. 1991), западногерманский политик, председатель Попечительского совета по управлению собственностью ГДР.
- 1933 — Борис Вахнюк (погиб в 2005), советский и российский поэт, бард, журналист, киносценарист.
- 1935 — Борис Заборов (ум. 2021), белорусский и французский живописец, график, скульптор, театральный художник.
- 1936 — Андрей Чикатило (казнён в 1994), советский серийный убийца.
- 1938 — Евгений Петров, советский стрелок, олимпийский чемпион в ските (1968).
- 1946 — Сюзанн Сомерс (урождённая Сюзанн Мари Махони ум. 2023), американская актриса, писательница, певица и предприниматель.
- 1947
  - Иван Дыховичный (ум. 2009), советский и российский кинорежиссёр, актёр, сценарист, телеведущий, продюсер.
  - Дэвид Цукер, американский кинорежиссёр, продюсер и сценарист.
- 1948 — Хема Малини, индийская киноактриса, танцовщица, кинопродюсер, режиссёр и политик.
- 1950 — Злой Дед (настоящее имя — Чарльз Марвин Грин-младший; ум. 2017), американский видеоблогер.
- 1953 — Фалькао (Пауло Роберто Фалькао), бразильский футболист и тренер.
- 1955
  - Леонид Десятников, советский и российский композитор.
  - Киран Дохерти (ум. 1981), повстанец ИРА, активист, член парламента Ирландии.
- 1956 — Мелисса Белоут, американская пловчиха, трёхкратная олимпийская чемпионка (1972), чемпионка мира (1973).
- 1958 — Тим Роббинс, американский актёр, кинорежиссёр, сценарист, продюсер, лауреат премий «Оскар», «Золотой глобус».
- 1960 — Иржи Руснок, чешский политик, премьер-министр Чехии (2013—2014).
- 1961
  - Марк Леви, французский писатель-романист.
  - Евгений Хавтан, советский и российский музыкант, композитор и певец, лидер группы «Браво».
- 1962
  - Манут Бол (ум. 2010), суданско-американский баскетболист, один из самых высоких игроков в истории НБА.
  - Тамара Маккинни, американская горнолыжница, чемпионка мира (1989), обладательница Кубка мира.
  - Фли (настоящее имя Майкл Питер Бэлзари), австралийско-американский музыкант и актёр, бас-гитарист американской группы Red Hot Chili Peppers.
  - Дмитрий Хворостовский (ум. 2017), советский и российский оперный певец, народный артист РФ.
- 1966 — Штефан Ройтер, немецкий футболист, чемпион мира (1990) и Европы (1996).
- 1968
  - Жан-Филипп Гасьен, французский игрок в настольный теннис, чемпион мира (1993), 4-кратный чемпион Европы.
  - Эльза Зильберштейн, французская актриса кино и театра.
  - Илья Лагутенко, российский музыкант, певец, актёр, лидер группы «Мумий Тролль».
- 1970
  - Андрей Тихонов, советский и российский футболист, тренер.
  - Мехмет Шолль, немецкий футболист и тренер, чемпион Европы (1996).
- 1972 — Дарюс Каспарайтис, советский, российский и литовский хоккеист, олимпийский чемпион (1992).
- 1974 — Пол Кария, канадский хоккеист, олимпийский чемпион (2002), чемпион мира (1994).
- 1980 — Сью Бёрд, американская баскетболистка, 5-кратная олимпийская чемпионка, 4-кратная чемпионка мира.
- 1983 — Филипп Кольшрайбер, немецкий теннисист, бывшая 16-я ракетка мира.
- 1985
  - Ферена Зайлер, немецкая бегунья-спринтер, 3-кратная чемпионка Европы.
  - Бенджамин Карл, австрийский сноубордист, олимпийский чемпион (2022), 5-кратный чемпион мира.
  - Кейси Стоунер, австралийский мотогонщик, двукратный чемпион мира в классе MotoGP (2007 и 2011).
- 1986 — Inna (настоящее имя Елена Александра Апостоляну), румынская певица.
- 1987 — Патриция Куммер, швейцарская сноубордистка, олимпийская чемпионка (2014), призёр чемпионатов мира.
- 1993 — Каролин Гарсия, французская теннисистка, экс-четвёртая ракетка мира.
- 1997
  - Шарль Леклер, монегасский автогонщик, пилот «Формулы-1».
  - Наоми Осака, японская теннисистка, бывшая первая ракетка мира, победительница 4 турниров Большого шлема в одиночном разряде.

## Скончались

### До XIX века
- ок. 627 — св. Галл из Гиберии (р. ок. 550), ирландский монах, проповедник-миссионер в странах Западной Европы.
- 1396 — Аньоло Гадди (р. ок. 1350), итальянский художник.
- 1591 — Григорий XIV (в миру Никколо Сфондрати; р. 1536), 229-й папа римский (1590—1591).
- 1653 — Ян Вильденс (р. 1585 или 1586), нидерландский живописец и график, пейзажист.
- 1680 — Раймунд Монтекукколи (р. 1609), полководец Священной Римской империи, генералиссимус.
- 1774 — Роберт Фергюсон (р. 1750), шотландский поэт.
- 1791 — Григорий Потёмкин-Таврический (р. 1739), российский государственный деятель, генерал-фельдмаршал.
- 1793 — казнена Мария-Антуанетта (р. 1755), королева Франции, супруга Людовика XVI и мать Людовика XVII.

### XIX век
- 1833 — Андрей Болотов (р. 1738), писатель и учёный, один из основателей русской агрономической науки.
- 1851 — Игнатий Пётр VII (в миру Пьер Джарве; р. 1777), 6-й патриарх Сирийской католической церкви (1820—1851).
- 1855 — Тимофей Грановский (р. 1813), историк-медиевист, идеолог западничества, профессор Московского университета.
- 1876 — Иван Панфилов (р. 1843), русский скульптор.
- 1879 — Сергей Соловьёв (р. 1820), историк, создатель «Истории России с древнейших времён».

### XX век
- 1908 — Николай Бажин (р. 1843), русский писатель.
- 1923 — Лев Тихомиров (р. 1852), русский общественный деятель, народоволец, эмигрант.
- 1938 — Мария Блюменталь-Тамарина (р. 1859), актриса театра и кино, народная артистка СССР.
- 1946 — казнены:
  - Эрнст Кальтенбруннер (р. 1903), начальник Главного управления имперской безопасности СС, статс-секретарь министерства внутренних дел нацистской Германии;
  - Вильгельм Кейтель (р. 1882), начальник Верховного командования Вермахта;
  - Иоахим фон Риббентроп (р. 1893), министр иностранных дел Германии (1938—1945);
  - Альфред Розенберг (р. 1893), немецкий политик, один из идеологов нацизма;
  - Вильгельм Фрик (р. 1877), немецкий нацист, один из руководителей НСДАП, почётный обергруппенфюрер СС;
  - Юлиус Штрейхер (р. 1885), немецкий нацист, пропагандист, издатель, идеолог расизма.
- 1946 — Гренвилл Банток (р. 1868), английский композитор, дирижёр, педагог.
- 1947 — Балис Сруога (р. 1896), литовский писатель, критик, литературовед.
- 1956 — Жюль Риме (р. 1873), французский спортивный функционер, 3-й президент ФИФА (1921—1954).
- 1959 — Джордж Маршалл (р. 1880), американский военный и государственный деятель, генерал, инициатор плана Маршалла, лауреат Нобелевской премии мира (1953).
- 1963 — Владимир Бахметьев (р. 1885), русский советский писатель, литературный критик.
- 1971 — Алио Мирцхулава (р. 1903), грузинский советский поэт.
- 1979 — Юхан Борген (р. 1902), норвежский прозаик, драматург и критик.
- 1981
  - Олег Балакин (р. 1938), актёр театра и кино, заслуженный артист РСФСР.
  - Моше Даян (р. 1915), израильский военный и политический деятель.
- 1982
  - Марио Дель Монако (р. 1915), итальянский оперный певец (тенор).
  - Жан Эффель (р. 1908), французский художник-карикатурист.
- 1987
  - Александр Серый (р. 1927), советский кинорежиссёр и сценарист.
  - Яша Хейфец (р. 1901), американский скрипач еврейского происхождения.
- 1990 — Арт Блейки (р. 1919), американский джазовый барабанщик.
- 1992 — Ширли Бут (р. 1898), американская актриса, обладательница премий «Тони» и «Оскар».

### XXI век
- 2003 — Ласло Папп (р. 1926), венгерский боксёр, первый в истории бокса трёхкратный олимпийский чемпион.
- 2005 — Владимир Магницкий (р. 1915), геофизик, академик АН СССР, основатель советской школы физики земных недр.
- 2007
  - Дебора Керр (р. 1921), английская актриса, лауреат «Золотого глобуса», «Оскара».
  - погиб Тоше Проески (р. 1981), македонский певец, участник конкурса «Евровидение-2004».
- 2023 
  - Мартти Ахтисаари (р. 1937), президент Финляндии в 1994—2000 годах, лауреат Нобелевской премии мира (2008).
  - Геннадий Гладков (р. 1935), советский и российский композитор, автор музыки к популярным кино- и телефильмам, мультфильмам и мюзиклам.
  - Сюзанн Сомерс (урождённая Сюзанн Мари Махони р. 1946), американская актриса, писательница, певица и предприниматель.
- 2024 — погиб Лиам Пейн (р. 1993), британский певец, автор песен и композитор, один из пяти участников англо-ирландской группы One Direction.

## Приметы
- Денис Позимний.
- Денис — лихого глаза берегись. В этот день произносят заговоры от сглаза[8].
- В старину считалось, что в этот день происходит шабаш всевозможной нечисти. Осенние лихорадки — ломиха, огниха, трясовница, желтяница, лихоманка, бессонница — живущие на болотах, приближаются к человеческому жилью... Чтобы их отпугнуть, нужно было осиновую кору или осиновый сучок при себе носить[9].